# استخراج هیدرولیک

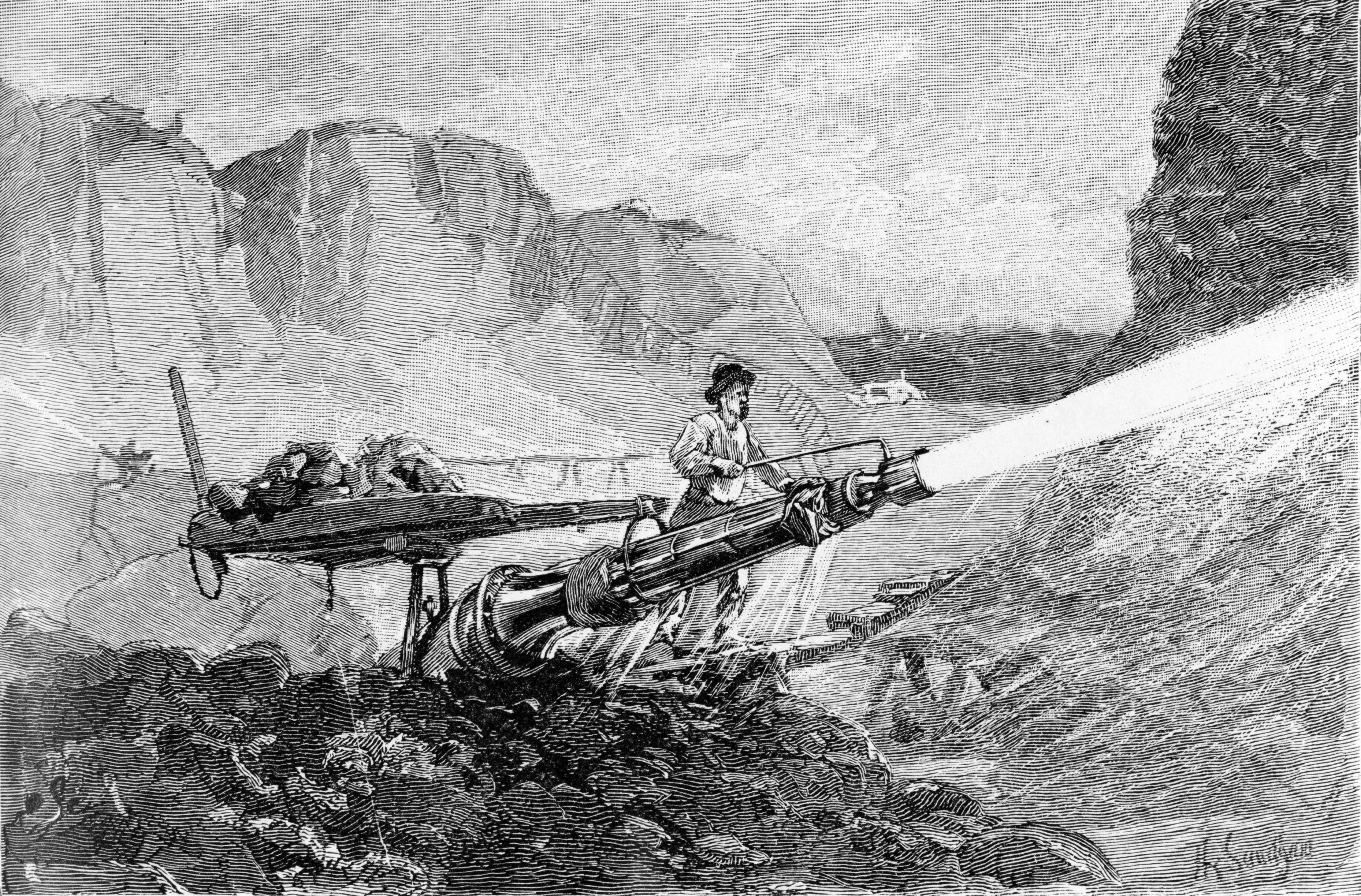
معدنچی در حال استفاده از جت هیدرولیک برای استخراج طلا در کالیفرنیا، از مجله قرن ژانویه ۱۸۸۳.

استخراج هیدرولیک نوعی استخراج معدنی است که از جت‌های آب پرفشار برای جابجایی مواد سنگی یا جابجایی رسوب استفاده می‌کند. در استخراج رسوبی طلا یا قلع، دوغاب آب_رسوب به دست آمده به سمت جعبه‌های آبکشی هدایت می‌شود تا طلا یا قلع را جدا کنند. این روش برای استخراج کائولن و زغال سنگ نیز مورد استفاده قرار می‌گیرد.
استخراج هیدرولیک، از روش و تکنیک‌های روم باستان برگرفته شده و توسعه یافته‌است، رومیان از آب برای حفاری ذخایر نرم زیرزمینی استفاده می‌کردند. شکل مدرن استخراج هیدرولیک، با استفاده از جتهای آب تحت فشار تولید شده توسط نازلی به نام «مانیتور»، در دهه ۱۸۵۰ تحت تأثیر تب طلا در کالیفرنیا در ایالات متحده به وجود آمد. اگرچه این روش در استخراج مواد معدنی غنی از طلا موفقیت‌آمیز عمل کرد، اما استفاده گسترده از این فرایند منجر به آسیب‌های زیست‌محیطی گسترده‌ای مانند افزایش بروز سیل و فرسایش، مسدود شدن آبراه‌ها با افزایش میزان رسوبات و پوشیده شدن زمین‌های کشاورزی با رسوبات شد. این مشکلات منجر به تنظیم قانونی استفاده از آن شد. از استخراج هیدرولیک به اشکال مختلف در سراسر جهان استفاده می‌شود.

## تاریخچه

### پیش زمینه :آب‌کشی زمین
پیش ساز استخراج هیدرولیک عمل آب‌کشی زمین است و توسعه‌ای که به نام «هوشینگ» نیز شناخته می‌شود، که در آن جریان‌های سطحی آب منحرف می‌شوند تا شن‌های طلادار را فرسایش دهند. این روش در ابتدا در امپراتوری روم در قرن‌های اول قبل از میلاد و بعد از میلاد استفاده می‌شد و در سراسر امپراتوری روم، در هرمنطقه‌ای که رسوبات آبرفتی وجود داشت، گسترش پیدا کرد. رومی‌ها آب‌کشی زمین برای از بین بردن اضافه بار و بقایای طلا در لاس مدولاس اسپانیا و دولاوکوتی در بریتانیای کبیر به کار بردند. همچنین این روش در انگلستان و ولز الیزابتی (و به‌ندرت اسکاتلند) به منظور توسعه معادن قلع، سرب و مس استفاده شد.
مهندسان رومی در قرون اول قبل از میلاد و پس از میلاد، زمانی که امپراتوری روم به سرعت در اروپا در حال گسترش بود، در مقیاس وسیعی از آب استفاده می‌کردند. رومی‌هااز فرایندی که بعدها به نام
«هوشینگ» شناخته شد استفاده کردند، در این فرایند حجم زیادی از آب را در یک مخزن در بالای منطقه‌ای که قرار بود استخراج شود، ذخیره کرده و سپس آب به سرعت آزاد می‌شد. موج حاصل از آب، بار اضافی و سنگ بستر را از بین برد. سپس، بر روی رگه‌های طلا در سنگ بستر با استفاده از تعدادی تکنیک کار می‌شد و دوباره از نیروی آب برای حذف زباله‌ها استفاده می‌شد. بقایای موجود در لاس مدولاس و مناطق اطراف آن، زمین لم یزرع مناظر را در مقیاسی عظیم نشان می‌دهد که با توجه به هیدرولیک کردن، غنی از سپرده طلا آبرفتی است. لاس مدولاس در حال حاضر میراث جهانی یونسکو است. این سایت بقایای حداقل هفت قنات بزرگ تا ۳۰ مایل (۴۸ کیلومتر) طول را نشان می‌دهد که منابع زیادی از آب را به سایت تغذیه می‌کند. پلینی بزرگ (تاریخ‌نگار روم باستان) عملیات استخراج طلا را در کتاب تاریخ طبیعی خود که در قرن اول پس از میلاد منتشر شد، به‌طور واضح شرح داده‌است. پلینی در دهه ۷۰ پس از میلاد در هیسپانیا تاراکوننسیس دادستان بود و خود شاهد این عملیات بود. استفاده از هوشینگ از طریق بررسی‌های میدانی و باستان‌شناسی در دولاوکوتی واقع در ولز جنوبی، تنها معدن طلای رومی شناخته شده در بریتانیای کبیر، تأیید شده‌است.

### تب طلای کالیفرنیا

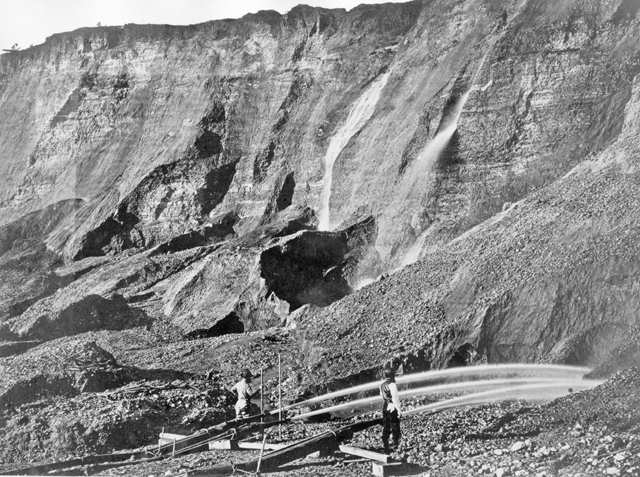
معدنچیان طلا در زمانی بین سال‌های ۱۸۵۷ و ۱۸۷۰، یک پرتگاه فرسایش یافته را با فواره‌های آب در معدن پلاسر در داچ فلت کالیفرنیا حفاری می‌کنند.

شکل امروزی استخراج هیدرولیک که با استفاده از جت‌های آبی که تحت فشار بسیار بالا آب را از طریق شلنگ‌ها و نازل‌ها به سوی سنگ‌های مرتفع دارای طلا هدایت می‌کنند، انجام می‌گیرد، برای اولین بار توسط ادوارد متسون در سال ۱۸۵۳ و در جریان تب طلای کالیفرنیا، در نزدیکی نوادا سیتی، کالیفرنیا مورد استفاده قرار گرفت. متسون از شلنگ کرباسی استفاده کرد که بعدها در دهه ۱۸۶۰، شلنگ کرینولین جایگزین آن گشت. در کالیفرنیا، برای استخراج هیدرولیک اغلب آب را از مکان‌های مرتفع‌تر برای فواصل طولانی می‌بردند تا حوضچه‌ها را چند صد فوت بالاتر از منطقه مورد استخراج قرار دهند. معدن‌کاری هیدرولیک کالیفرنیا از رسوبات شن بهره‌برداری کرد و آن را به نوعی از استخراج پلاسر تبدیل نمود.
معدنچیان اولیه پلاسر در کالیفرنیا متوجه شدند که هرچه شن بیشتری پردازش شود، احتمال یافتن طلای بیشتری وجود دارد. معدنچیان به جای استفاده از قاب‌ها، جعبه‌های آبکشی، تشت‌های بلند و غلتانک‌ها، به منظور یافتن راه‌هایی برای پردازش مقادیر بیشتر شن و با سرعت بیشتر، همکاری کردند. استخراج هیدرولیک به بزرگ‌ترین و مخرب‌ترین شکل استخراج پلاسر تبدیل شد. آب از طریق یک شیلنگ کرباسی بزرگ به داخل کانالی که به صورت ممتد باریک می‌شود، هدایت می‌شد و از طریق یک نازل آهنی غول پیکر به نام «مانیتور» به خارج هدایت می‌شد. از جریان با فشار فوق‌العاده بالا از طریق دریچه‌های عظیم برای شستن کل دامنه تپه‌ها استفاده می‌شد.
در اوایل دهه ۱۸۶۰ در حالی که استخراج هیدرولیک در اوج خود بود، استخراج پلاسر در مقیاس کوچک، تا حد زیادی لایه‌های سطح غنی پلاسر را خسته کرده بود، و صنعت معدن به سنگ سخت (با نام استخراج کوارتز در کالیفرنیا) یا استخراج هیدرولیک، که به تشکیلات بزرگ‌تر و سرمایه و بودجه بسیار بیشتر نیاز داشت، روی آورد. تخمین زده می‌شود که ۱۱ میلیون اونس طلا (تقریبا به ارزش ۷٫۵ میلیارد دلار با احتساب قیمت‌های اواسط سال ۲۰۰۶) توسط استخراج هیدرولیک در تب طلای کالیفرنیا، در اواسط دهه ۱۸۸۰ بازیابی شده باشد.

#### ناگواری‌های زیست‌محیطی

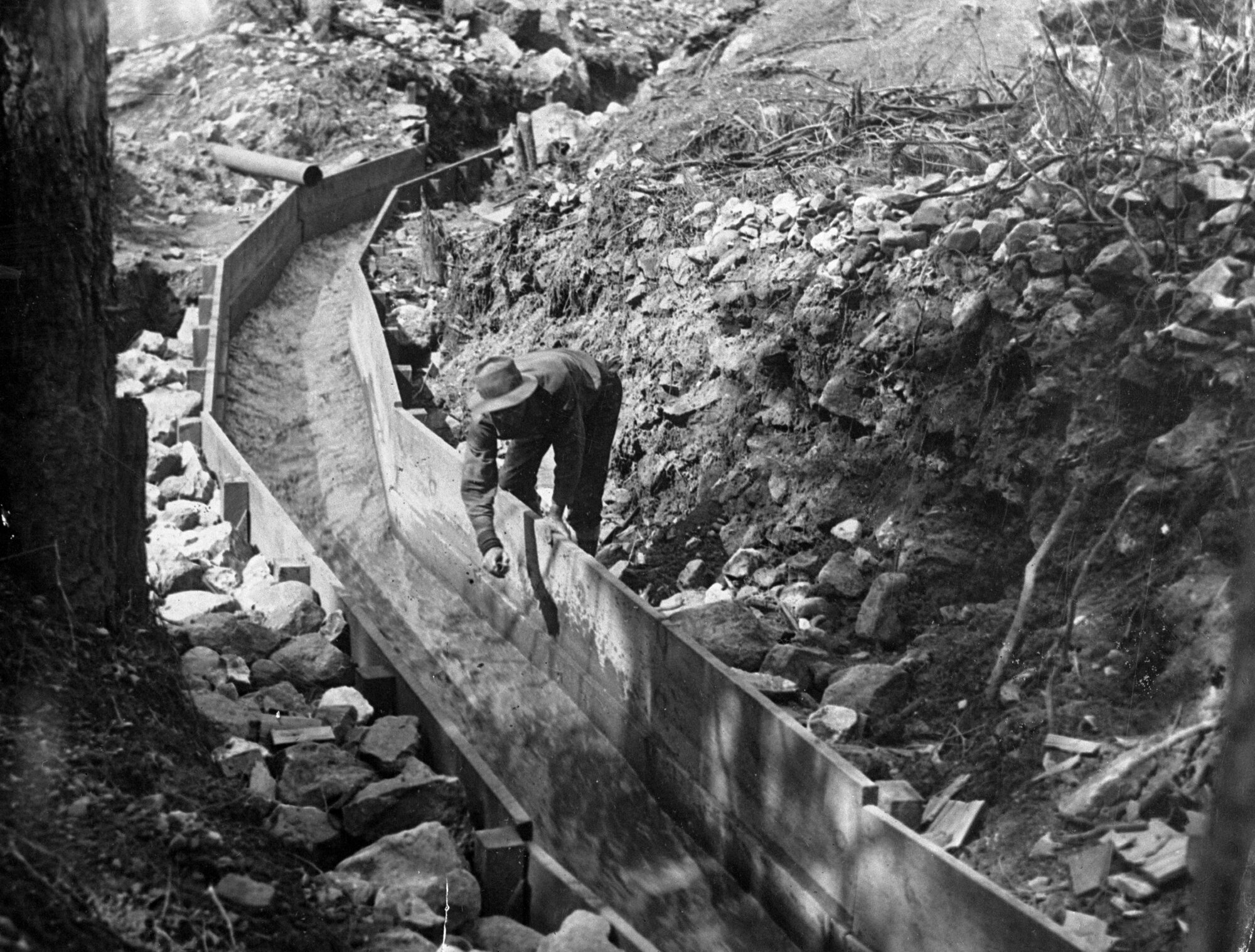
مردی روی یک آبگیر چوبی خم می‌شود. سنگ‌ها در قسمت بیرونی تخته‌های چوبی قرار گرفته‌اند که دریچه را ایجاد می‌کنند.

در حالی که استخراج معدنی هیدرولیک میلیون‌ها دلار درآمد مالیاتی برای ایالت ایجاد نمود و از جمعیت زیادی از معدن‌چیان در کوهستان حمایت می‌کرد، تأثیرات مخربی بر محیط طبیعی ساحلیو سیستم‌های کشاورزی در کالیفرنیا داشت. میلیون‌ها تن خاک و آب به رودخانه‌های کوهستانی می‌ریخت که رودخانه‌هایی را که به دره ساکرامنتو می‌ریزند، تغذیه می‌کردند. هنگامی که رودخانه‌ها به دره‌های نسبتاً مسطح می‌رسند، سرعت آب کاهش و عرض رودخانه‌ها افزایش می‌یابد و رسوبات در دشت‌های سیلابی و بستر رودخانه انباشته می‌شود که باعث بالا آمدن رودخانه‌ها و انتقال آن‌ها به کانال‌های جدید و طغیانشان از سواحل خود و در نتیجه بروز سیلابی بزرگ (مخصوصا در دوره ذوب بهاری) شد.
شهرها و شهرک‌های دره ساکرامنتو تعداد فزاینده‌ای از سیل‌های ویرانگر را تجربه کردند، در حالی که بالا آمدن بستر رودخانه‌ها مسیریابی در رودخانه‌ها را به‌طور چشمگیری دشوار می‌کرد. شاید هیچ شهر دیگری به اندازه ماریس ویل نعمت و عذاب ناشی از استخراج طلا تجربه نکرده باشد. ماریس ویل که در محل تلاقی رودخانه یوبا و رود فیدر دارد، آخرین نقطه «پرش» معدنچیانی بود که برای جستجوی ثروت خود به سمت کوهپایه‌های شمالی می‌رفتند. کشتی‌های بخار حامل معدنچیان و تدارکات از سانفرانسیسکو، از رودخانه ساکرامنتو و سپس رود فیدر به ماریس ویل جایی که مسافران و محموله‌های خود را تخلیه می‌کردند، رفتند. ماریس ویل در نهایت یک خاکریز پیچیده برای محافظت از شهر در برابر سیل و رسوب ایجاد کرد. استخراج هیدرولیک مشکل سیل را در ماریس ویل به شدت تشدید کرد و آب رود فیدر را به شدت کم عمق کرد به‌طوری که تعداد کمی از قایق‌های بخار می‌توانستند از رودخانه ساکرامنتو به سمت اسکله‌های ماریس ویل حرکت کنند. رسوب به جا مانده از چنین تلاش‌هایی توسط لایروبی معدن در Yuba Goldfields واقع در نزدیکی ماریس ویل بازفرآوری شد.

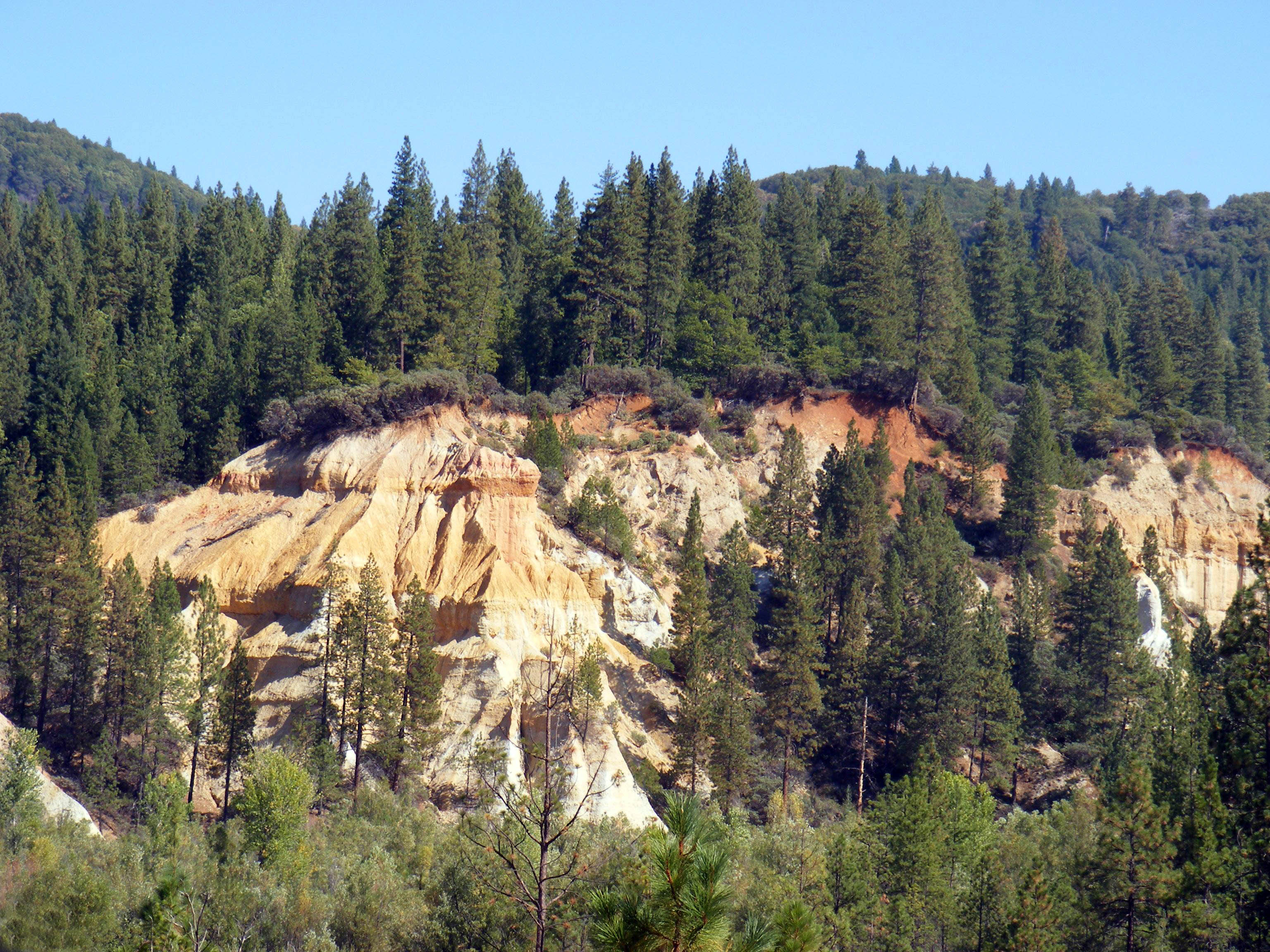
Malakoff Diggins، کالیفرنیا، اثرات استخراج هیدرولیک در دامنه یک تپه را بیش از یک قرن بعد نشان می‌دهد. بیشتر اثرات معدن‌کاری فراتر از خود تپه‌ها، در مناطق پایین دست جریان آب و رسوبی بود که آنها تولید می‌کردند.

منظره فرسایش یافته باقی مانده در محل استخراج هیدرولیک را می‌توان در پارک تاریخی ایالتی Malakoff Diggins در شهرستان نوادا، کالیفرنیا مشاهده کرد. همچنین منظره مشابهی را در Las Médulas در شمال اسپانیا می‌توان مشاهده کرد، جایی که مهندسان رومی ذخایر آبرفتی غنی از طلای رودخانه سیل را از زمین جدا کردند. پلینیوس (تاریخ‌نگار روم باستان) در کتاب تاریخ طبیعی خود ذکر می‌کند که اسپانیا در نتیجه عملیات سنگ‌شویی زمین به دریا و دریاچه‌های محلی تجاوز کرده‌است.

#### اقدام حقوقی پرونده تاریخی
مناطق گسترده‌ای از زمین‌های کشاورزی واقع در دره ساکرامنتو زیر رسوبات معدنی به‌طور عمیق مدفون شده بود. کشاورزان که زمین‌های کشاورزی آن‌ها غالباً توسط آب‌های سیل ویران شده بود، خواستار پایان یافتن استخراج هیدرولیک شدند. در مشهورترین مبارزه قانونی کشاورزان علیه معدنچیان، کشاورزان شکایت خود را از عملیات استخراج هیدرولیک و پرونده تاریخی Woodruff v. شرکت معدن و شن بلومفیلد شمالی به دادگاه منطقه ای ایالات متحده در سانفرانسیسکو رسانند، جایی که قاضی لورنزو ساویر به نفع کشاورزان تصمیم گرفت و استخراج هیدرولیک را در ۷ ژانویه ۱۸۸۴ ممنوع اعلام کرد و نیز اعلام نمود که استخراج هیدرولیک «مایه رنجش عمومی و خصوصی» است. او دستور به عملی کردن این تصمیم در مناطق منشعب از نهرها و رودخانه‌های قابل کشتیرانی را داد. استخراج هیدرولیک در مقیاس بسیار کوچکتر، زمانی که کنگره ایالات متحده قانون Camminetti را تصویب کرد، پس از سال ۱۸۹۳ آغاز شد که در صورت ساخت سازه‌های حوضه نگهداری رسوب، چنین معدنکاری را مجاز می‌کرد. این اتفاق منجر به تعدادی عملیات در بالای آبگیرهای (سد) رسوب‌گیری و سدهای تخت چوبی شد. بیشتر زیرساخت‌های تحویل آب موردنیاز در استخراج هیدرولیک در اثر سیل سال ۱۸۹۱ از بین رفته بود، بنابراین، این مرحله بعدی از استخراج و معدن کاری در مقیاس بسیار کوچکتر در کالیفرنیا ادامه یافت.

### فراتر از کالیفرنیا

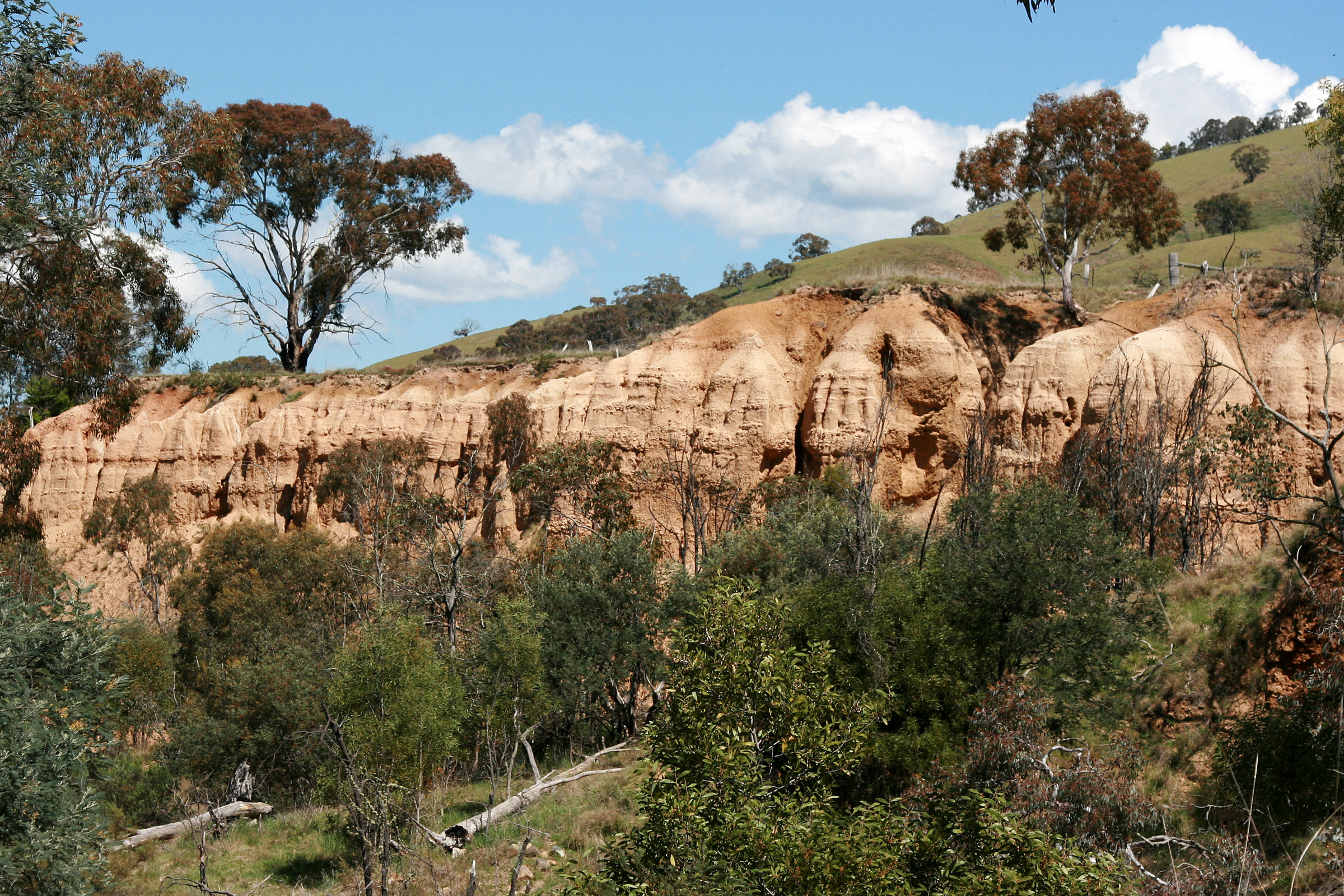
اورینتال کلایمز در نزدیکی اومئو، استرالیا، بین سالهای ۱۸۵۰ و ۱۹۰۰ استخراج شد. بندکشی هیدرولیک صخره‌های دست‌ساز تا 30 m ارتفاع در سراسر منطقه را باقی گذاشته‌است.

با وجود اینکه این فناوری به دلیل پذیرش و استفاده گسترده در کالیفرنیا، عموماً به این منطقه مرتبط است، این فناوری به‌طور گسترده به داکوتای جنوبی (دودوود در ۱۸۷۶)، آیداهو (آیداهو سیتی در ۱۸۶۳)، کلرادو (کلیر کریک، سنترال سیتی و برکنریج در ۱۸۶۰)، اورگان (جکسونویل در ۱۸۵۶)، آریزونا. Lynx Creek در ۱۸۶۸)، مونتانا (باناک در ۱۸۶۵)، آلاسکا (فربنکس در ۱۹۲۰)، بریتیش کلمبیا (کانادا) و نیز خارج از قاره آمریکا صادر شد. این فناوری به‌طور گسترده در Dahlonega، جورجیا استفاده شد و همچنان در کشورهای در حال توسعه مورد استفاده قرار می‌گیرد واستفاده از آن اغلب با پیامدهای زیست‌محیطی ویرانگرهمراه است. ویرانی‌ها و تخریب‌های ناشی از استفاده از این روش در استخراج معدن سبب آن شد که ادوین کارتر، «طبیعت‌شناس کلبه چوبی» از معدن کاری به جمع‌آوری نمونه‌های موجود در حیات وحش از سال ۱۸۷۵ الی ۱۹۰۰، دربرکنریج، کلرادو ایالات متحده روی آورد.
استخراج هیدرولیک همچنین در طول تب طلا در استرالیا مورد استفاده قرار گرفت که به آن آبکشی (یا سنگ شویی کردن) هیدرولیک می‌گفتند. یکی از مکان‌های قابل توجه در اورینتال کلایمز در نزدیکی Omeo در ویکتوریا بود، با شواهد فراوانی از آسیب که هنوز هم امروزه قابل مشاهده است، که بین دهه ۱۸۵۰ و اوایل دهه ۱۹۰۰ مورد استفاده قرار گرفت.
از استخراج هیدرولیک به‌طور گسترده در تب طلای اوتاگو مرکزی استفاده شد که در دهه ۱۸۶۰ در جزیره جنوبی نیوزیلند رخ داد، جایی که به عنوان sluicing نیز شناخته می‌شد.
با شروع از دهه ۱۸۷۰، استخراج هیدرولیک به یکی از پایه‌های اصلی استخراج قلع آبرفتی در شبه جزیره مالایی تبدیل شد. این روش قبلاً در شهرستان پولک فلوریدا برای استخراج سنگ فسفات مورد استفاده قرار می‌گرفته‌است.

## کاربرد معاصر

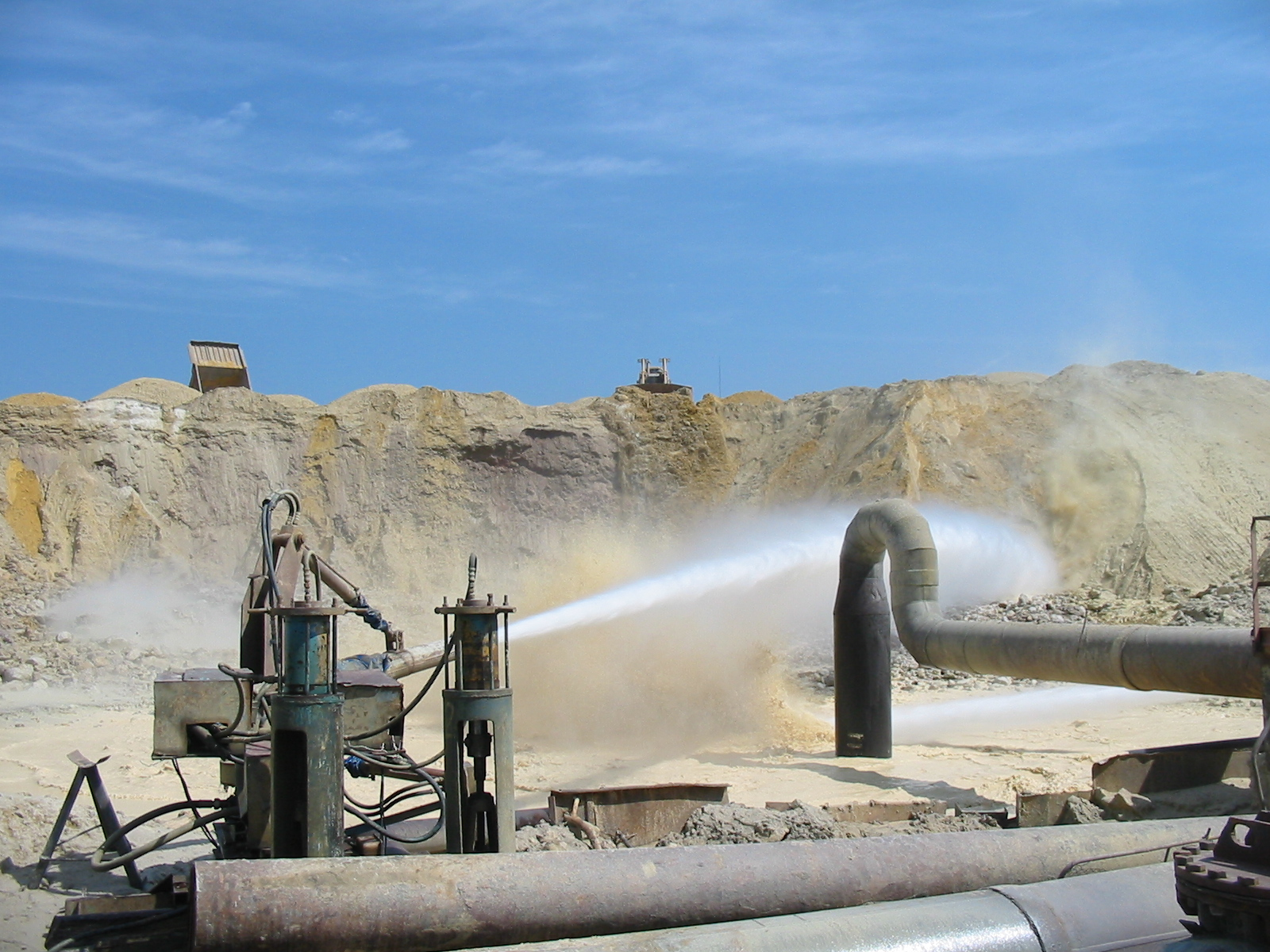
مانیتور استخراج هیدرولیک مدرن در حال استفاده.

استخراج هیدرولیک علاوه بر کاربرد آن در استخراج ثابت معدن، می‌تواند به عنوان یک عملیات خاکی استفاده شود که عمدتاً برای تخریب تپه‌ها مورد استفاده قرار می‌گیرد. برای مثال Denny Regrade در سیاتل تا حد زیادی با استخراج هیدرولیک انجام شد.
استخراج هیدرولیک، روش اصلی استخراج کائولینیت در معادن کورنوال و دوون واقع در جنوب غربی انگلستان است.
در عملیات بدر (۱۹۷۳) که آغازگر جنگ یوم کیپور بود، مصر برای شکستن دیوار شنی بار لو لاین در کانال سوئز از روش استخراج هیدرولیک استفاده کرد.

### میادین طلای راند
شرکت طلا و اورانیوم ایست راند (ERGO) یک مرکز تصفیه مجدد باطله‌های سطحی طلا است که از سال ۱۹۷۷ در حال بهره‌برداری در میدان‌ها طلای راند آفریقای جنوبی است. در این تأسیسات از مانیتورهای هیدرولیک برای ایجاد دوغاب از سایت‌های باطله قدیمی‌تر (و در نتیجه غنی‌تر) استفاده می‌شوند و حاصل را به کارخانه تغلیظ در فاصله زیاد و طولانی پمپاژ می‌کند.
این تأسیسات ماهانه نزدیک به دو میلیون تن باطله را با هزینه پردازش کمتر از ۳٫۰۰ دلار آمریکا در تن پردازش می‌کند(۲۰۱۳). طلا تنها با نرخ گرم در تن ۰٫۲۰ بازیافت می‌شود، ولی این بازده کم، با هزینه بسیار کم پردازش و بدون نیاز به استخراج یا آسیاب پر هزینه و پرخطر برای بازیابی جبران می‌شود.
لعاب‌های به دست آمده به دورتر از مناطق ساخته شده پمپ می‌شوند که امکان توسعه اقتصادی زمین‌های نزدیک به مناطق با ارزش تجاری و سابقاً پوشیده شده توسط باطله‌ها را، فراهم می‌کند. در حال حاضر، زباله‌های تاریخی معدنی زرد رنگ در اطراف ژوهانسبورگ تقریباً نادر هستند و فقط در عکس‌های قدیمی‌تر مشاهده می‌شوند.
پیریت و اورانیوم (برای فرایند تولید سولفوریک اسید) نیز به عنوان محصولات مشترک از فرایند جریان قابل بازیابی با شرایط مناسب اقتصادی هستند.

## استخراج زیرزمینی هیدرولیک
جت‌های آب پرفشار به منظور شکستن درز زغال سنگ و شستن دوغاب زغال سنگ حاصل و هدایت آن به سمت نقطه جمع‌آوری، در استخراج زیرزمینی زغال سنگ استفاده می‌شود. نازل آب فشار بالا «هیدرو مانیتور» نامیده می‌شود.